# خاندان کارن

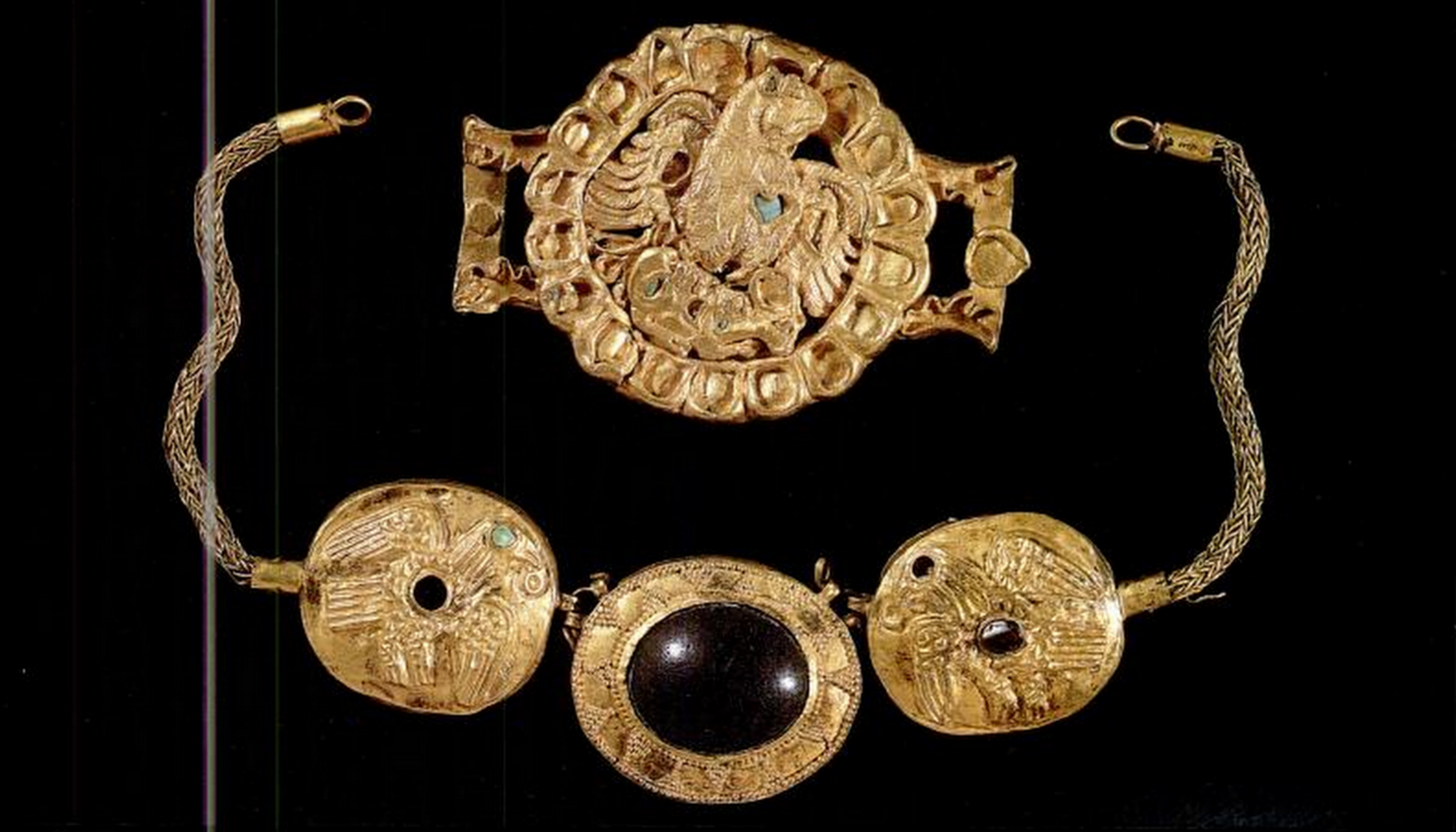
نشان خاندان کارن پهلو کشف‌شده در نهاوند

خاندان کارن یا خاندان کارِن پهلوی (به پارسی میانه: کارِن پَهلَوْ:) یک خاندان ایرانی از تبار پارتی (پهلوی) و یکی از هفت خاندان ممتاز ایران باستان بودند.مقر این خاندان در نهاوند، در حدود ۶۵ کیلومتری جنوب اکباتان (همدان کنونی) بود. اعضای خاندان کارن در ساختار اداری دولت ساسانی در دوره‌های متعدد آن از رتبه قابل توجهی برخوردار بودند.آنان ادعا می‌کردند که تبارشان از کارن، شخصیتی فولکلور و فرزند کاوه آهنگر اسطوره‌ای است.

## نام و تبار
در اساطیر شاهنامه فردوسی شخصیت‌هایی همچون گیو، گودرز، بیژن و رهام در میان فرماندهان کیخسرو، از تبار خاندان کارن هستند. این شخصیت‌ها به‌گمان در دوران اشکانیان می‌زیستند، ولی در بخش مرتبط با ساسانیان شاهنامه نامشان آمده است. از دورهٔ پیروز یکم خاندان کارن شجره نامه خود را به منوچهر، پادشاه اساطیری کیانیان، می‌رساندند.
این درحالی است که موسی خورنی، مورخ ارمنی، «کارن» را یکی از سه پسر فرهاد چهارم، پادشاه اشکانی، معرفی کرده است.

## اهمیت
منشأ به قدرت رسیدن خانواده کارن در دوران اشکانیان مبهم است ولی با توجه به ساختار موروثی این عصر، می‌توان حدس زد که جایگاه و قدرت این خاندان در تمام دوران اشکانی، به خصوص در نواحی شمال‌شرقی ایران، تا قرن یازدهم میلادی، برقرار بوده باشد و آن‌ها یکی از هفت خاندان پارتی بودند.
در دوران ساسانیان نیز کارن‌های اشکانی بخش مهمی از صحنهٔ سیاسی و فرهنگی ایران ساسانی بودند. روایت موسی خورنی، مورخ ارمنی، از حمایت خاندان کارن از اردوان چهارم حکایت می‌کند و او معتقدست تنها اعضای ارمنی خاندان کارن از جدال میان اشکانیان و ساسانیان پیروز بیرون آمدند، ولی کتیبه‌های اولیهٔ ساسانی در کعبه زرتشت خلاف این ادعا را نشان می‌دهد و نام این خاندان را در بین اشراف نزدیک به اردشیر بابکان آورده است.
علی‌رغم تغییر حکومت، همچون دوران اشکانی، خاندان کارن همچنان در ابتدای تشکیل ساسانیان در سیستم اداری ذی نفوذ بوده و قلمروهای گسترده‌ای را به صورت نیمه مستقل اداره می‌کردند. این جایگاه آنان در منابع اولیه قرن سوم میلادی مانند کتیبه نقش رجب بروز یافته است.
در سده پنجم میلادی قدرت خاندان کارن افزایش یافت و آن‌ها در ویرایش و بازنویسی خداینامک نقش بسزایی داشتند. در این دوره مزدک به وسیلهٔ دو فرمانده یعنی سوخرا (با نام دیگر زرمهر) از خاندان کارن و شاپور از خاندان مهران سرکوب گردید. این دو پس از مرگ پیروز یکم قدرت را به دست گرفتند و تا زمان بلاش سلطنت را اداره می‌کردند.
در عصر پادشاهی بلاش، دو خاندان مهران و کارن رقابتی را آغاز کردند که موجب تزلزل جایگاه خاندان کارن شده و شاهنشاه به کمک خاندان مهران، از زیر سایهٔ سوخرا خارج شد. در این هنگام ضرب‌المثل «باد سوخرا فرو خوابید و باد مهران وزیدن گرفت» باب شد. یحتمل این رخداد بر اصلاحات دوران قباد یکم و خسرو انوشیروان تأثیرگذار بوده است.
قدرت خاندان‌های موروثی همچون کارن، دوپایه داشت: نخست ثروتی که از قلمرو محلی خود کسب می‌کردند و دوم نیروی انسانی که حین جنگ‌ها جمع‌آوری کرده و در قالب سواره‌نظام و پیاه‌نظام به پادشاهان ساسانی می‌دادند. بخش قابل توجهی از هزینهٔ لشکرکشی‌های ساسانیان به غرب و شرق توسط خاندان کارن پرداخت می‌شد. فردوسی در منظومه‌اش خاندان کارن را خزانه‌دار ایران معرفی می‌کند و روایت کرده در زمان سلطنت قباد، مالیات نواحی را به کارن سوخرا می‌پرداختند و شاه مقامی تشریفاتی بود.
پس از تبعید خاندان کارن در زمان قباد، مجدداً انوشیروان آن‌ها را به مقام اسپهبدی نشاند لیکن اصلاحاتی را برای کاهش نفوذ خاندان‌های اشکانی آغاز کرد. این اصلاحات چندان موفقیت‌آمیز نبودند زیرا قدرت خاندان‌های اشکانی همچنان رو به افزایش بود.
شواهد سکه‌شناسی حاکی از نفوذ دو تن از اعضای این خاندان، سیما برزین و دادمهر، در دوران انوشیروان در امور جنگ، صلح، مالیات و اداره مملکت دارد.
خاندان کارن نقش پررنگی هم در سرکوب شورش بهرام چوبین ایفا کردند و موجب شدند شاهنشاهی ساسانی در برابر این شورشی از خاندان مهران شکست نخورد.
دو امتیاز مهم این خاندان در دوران اشکانیان و ساسانیان نگهداری از درفش کاویان و تاج گذاشتن بر سر پادشاه در آیین تاجگذاری بود.
به هنگام حمله اعراب به ایران، در نبرد قادسیه درفش کاویان به دست ضرار بن خطاب افتاد. او سی هزار دینار برای درفش دریافت کرد، هرچند گفته می‌شود ارزش راستین درفش ۱٫۲ تا حتی دو میلیون دینار بوده است و چون درفش را نزد عمر بن خطاب، خلیفه مسلمانان، بردند، وی از بسیاری گوهرها، دُرّها و جواهراتی که به درفش آویخته شده بود، دچار شگفتی شد و به نوشته تاریخ بلعمی عُمر خلیفه مسلمین دستور داد تا گوهرهای آن را بردارند و آن را بسوزانند.
خاندان کارن در جریان حمله عرب قلمرو موروثی خود در نهاوند را از دست دادند. آنان برخلاف خاندان اسپهبد که با فاتحان عرب پیمان بسته بودند، به مقاومت سرسختانه در برابر مسلمانان ادامه دادند.

## نواحی تحت تسلط
سلسله اشکانی ارمنستان از قرن نخست میلادی تا اواسط قرن پنجم در ارمنستان حکومت می‌کردند. کامسرکان یکی از خاندان‌های اشرافی اشکانی در ارمنستان بودند که تبار خود را به خاندان کارن می‌رساندند. این خانوادهٔ قدرتمند تا قرن‌ها در ارمنستان حضور داشتند و در میان بیزانس و ساسانیان تا قرن چهاردهم میلادی در حوزه سیاست دخیل بودند و از نام خانوادگی «پهلونی» استفاده می‌کردند. به افتخار آنان، شهر ارزروم کنونی تا مدت‌ها کارین نامیده می‌شد.
حوزه نفوذ این خاندان نهاوند بوده است عبدالحسین زرین‌کوب می‌گوید خاندان قارن در قسمتی از ماد (ماه نهاوند) فرمان می‌راند و بعدها نسب نامه خود را در حماسه‌ها به کاوه آهنگر رساند. در دورهٔ ساسانی کوره اردشیرخوره در فارس نیز از مراکز خاندان کارن بود.
این خاندان پس از آن که در رقابت با خاندان مهران (در زمان پیروز و قباد ساسانی) شکست خوردند، به نواحی دوردست‌تر که از مرکز حکومت به دور بود، تبعید شدند. از این دوره در طبرستان و زابلستان صاحب نفوذ شدند. لیکن در زمان انوشیروان، مجدداً سلطنت به خاندان کارن روی خوش نشان داد و به مقام اسپهبدی ربع شرقی (خراسان) رسیدند. این مقام شامل حاکمیت کومش و گرگان هم می‌شد. لذا برخی از تاریخ‌دانان حوزه نفوذی این خاندان را در هیرکانیا (گرگان و مازندران) دانسته‌اند.
خاندان کارن در زمان حمله اعراب به ایران ایستادگی کرده و به رهبری اسوار با فاتحان عرب جنگیدند. آن‌ها در جریان فتح خراسان هم با لشکریان عبدالله بن عامر و هم با دو خاندان اشکانی متحد با عرب‌ها (اسپهبدان و کنارگان) به مصاف رفتند؛ اما نهایتاً شکست خورده و مجبور به عقب‌نشینی به سوی طبرستان شدند.
یکی از اعضای این خاندان به نام کارن بلاش مسئول قتل فرخزاد (باو) از خاندان اسپهبدان است که برادر رستم فرخزاد بوده و دودمان باوندیان را در طبرستان ایجاد کرده‌بود. با این حال قدرت خود را از دست داده و تا حدود یک قرن بعد تحت نظر حکومت باوندیان بودند.
کارنوندیان نقش مهمی را در قیام‌ها و پایداری در برابر خلفای عباسی ایفا کردند که از آن جمله می‌توان به شورش طبرستان و قیام مازیار اشاره کرد. همچنین سنباد که به هواخواهی ابومسلم خراسانی قیام کرد، یحتمل یک عضو خاندان کارن بوده است.

## میراث
نام‌جای‌های بسیاری در غرب و شمال ایران کنونی به نام خاندان کارن باقی مانده است که از حضور این خاندان در دوره اشکانیان در این مناطق گواهی می‌دهد؛ مانند کوهستان کارن در مازندران، کوه قارن در چارلنگ بختیاری.
تأثیری که خاندان کارن بر سنت فلکلوریک و درباری دوره‌های بعدی نهاد، مشهود است. بخش‌هایی از شاهنامه فردوسی دربارهٔ آن‌ها سروده شده است. تأثیر آنان در اخلاق و فرهنگ حتی ریشه‌دارتر بوده و بزرگمهر بختگان (دادمهر) به الگویی زرین از یک وزیر در دوران قرون میانه و اسلام بدل گشت. همچنین ردپای این خاندان در منظومه‌های ویس و رامین و حمزه‌نامه هویداست.